# Marije van Dam
Marije van Dam (8 juli 1996) is een Nederlands voetbalster die uitkwam voor PEC Zwolle.

## Carrièrestatistieken
| Seizoen         | Club            | Land            | Competitie          | Competitie | Competitie | Beker | Beker | Internationaal | Internationaal | Overig | Overig | Totaal | Totaal |
| Seizoen         | Club            | Land            | Competitie          | Wed.       | Dlp.       | Wed.  | Dlp.  | Wed.           | Dlp.           | Wed.   | Dlp.   | Wed.   | Dlp.   |
| --------------- | --------------- | --------------- | ------------------- | ---------- | ---------- | ----- | ----- | -------------- | -------------- | ------ | ------ | ------ | ------ |
| 2014/15         | PEC Zwolle      | Nederland       | Women's BeNe League | 10         | 0          | 0     | 0     | –              | –              | –      | –      | 10     | 0      |
| 2015/16         | PEC Zwolle      | Nederland       | Eredivisie          | 17         | 0          | 1     | 0     | –              | –              | –      | –      | 18     | 0      |
| 2016/17         | PEC Zwolle      | Nederland       | Eredivisie          | 13         | 0          | 2     | 0     | –              | –              | –      | –      | 15     | 0      |
| Carrière totaal | Carrière totaal | Carrière totaal | Carrière totaal     | 40         | 0          | 3     | 0     | 0              | 0              | 0      | 0      | 43     | 0      |